# Edmund Gibbons
Edmund Francis Gibbons (ur. 16 września 1868 w White Plains, Nowy Jork, zm. 19 czerwca 1964) – amerykański duchowny katolicki, biskup diecezjalny Albany w latach 1919–1954.

## Życiorys
Święcenia kapłańskie otrzymał 27 maja 1893 i inkardynowany został do diecezji Buffalo.
10 marca 1919 papież Benedykt XV mianował go ordynariuszem Albany. Sakry udzielił mu ówczesny delegat apostolski w USA abp Giovanni Bonzano. Na emeryturę przeszedł 10 listopada 1954 roku. Otrzymał wówczas biskupią stolicę tytularną Verbe.
Od grudnia 1963 roku, po śmierci włoskiego arcybiskupa Alfonso Carinci, był najstarszym wiekiem hierarchą katolickim.